# 記帳法
記帳法（きちょうほう）とは、経営や管理に関する記録を帳簿に記す方法のこと。今日では簿記の記載法を指すことが多いが、本来の意味は人員配置や労働配分をはじめとして経営・管理業務全般に及んでいる。

## 概要
ヨーロッパにおいて、9世紀に修道院が自己の所領を管理するために所領明細帳（polyptique）を作成した。これは金銭や穀物の出入りだけではなく、土地の状況や農民の家族構成など所領経営に関する情報をまとめたものであり、農村支配においては重要なものであった。13世紀から14世紀にはイタリアでこうした記帳が行われるようになった。イタリアでも当初は農民の識字の向上にともなって家計簿などと組み合わさって行われたものであるが、すぐに都市部にも広まっていき、商業分野においても財産や商品を管理するための方法として各種の記録が作成された。また、所領経営の運営上において国家もまた財政記録を作成した。イングランドのパイプ・ロールはその代表的なものである。14世紀に入ると、イタリアにおいて複式簿記が作成されるようになり、後に世界中で用いられることになる。